# Carl Zerrahn
Carl Zerrahn   (Malchow, 28 de juliol de 1829 - Milton, 29 de desembre de 1909) fou un flautista i director d'orquestra estatunidenc nascut a Alemanya. La seva àmplia activitat a la regió el va convertir en una figura influent a la música clàssica de Nova Anglaterra i Boston, especialment la música coral, a la darrera meitat del segle xix. Va tenir un èxit especial en la presentació dels grans oratoris i en la gestió de grans cors.

## Biografia
Va començar els estudis de música a Rostock a l'edat de dotze anys, i va completar la seva formació a Hannover i Berlín. Les revolucions de 1848 el van motivar a abandonar Europa, i amb altres 25 va organitzar "The Germania Musical Society" i va anar als Estats Units, donant concerts a Londres durant el camí. Zerrahn va tocar la flauta per primera vegada. El grup va arribar a Nova York el setembre de 1848 i va oferir concerts amb èxit a Nova York i Brooklyn, que van ser seguits per altres a Filadèlfia, Baltimore, Washington i Nova Anglaterra. Van aparèixer durant cinc o sis anys amb Jenny Lind, Henriette Sontag, Ole Bull, Sigismund Thalberg, Alfred Jaëll, Camille Urso i altres artistes, es van dissoldre el 1854 després de donar 800 concerts durant la seva carrera.
Zerrahn es va establir a Boston al final de la gira. Des de 1855 fins a 1863 va dirigir una "Filharmònica" de Boston, una de les diverses orquestres que portaven aquest nom en aquell moment. A partir de 1865, va dirigir concerts per a l'Associació Musical de Harvard fins que es van suspendre els concerts el 1882. Va dirigir la Societat Handel i Haydn 1854-1895, i també va dirigir el Worcester Music Festival a Massachusetts durant trenta anys, 1866-1897. Va ser elegit director d'orquestra de la "Oratorio Society" de Salem, Massachusetts el 1868, i va dirigir societats corals a St. Johnsbury, Vermont, Ogdensburg, Nova York i altres llocs.
Va dirigir les forces corals al Jubileu nacional de pau de Patrick Gilmore de 1869 i al "World Jubilee Peace and World Musical Festival" de 1872. El 1869, això va suposar un cor de 10.000; el 1872, el cor ha estat el doble de la mida, però en aquest darrer cas els resultats no van estar del tot satisfactoris. Va ensenyar cant, harmonia i composició al Conservatori de Música de Nova Anglaterra fins al 1898, quan es va retirar.
Entre les revistes que va editar hi havia The Index, The Apograph, The Atlas i la Carl Zerrahn's Selections.